# Liste d'écureuils de fiction

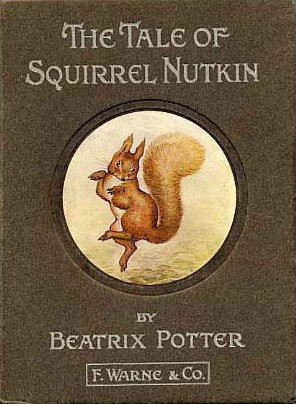
Couverture de The Tale of Squirrel Nutkin (1903), histoire pour enfants, par Beatrix Potter

Cette page recense la liste des écureuils (et assimilés) de fiction par ordre alphabétique :

## Littérature

### Romans
- Les écureuils sur la couverture du roman Les écureuils de Central Park sont tristes le lundi (2010) de Katherine Pancol

### Littérature jeunesse
- Oursin, Le roi Crispin, La reine Cèdre  et de nombreux autres protagonistes de la série Le Royaume d'Outrebrume (5 volumes 2005-2010) de M. I. McAllister (en).
- Nutkin, l'écureuil dans The Tale of Squirrel Nutkin (en) (1903) par Beatrix Potter.
- L'écureuil Panache Petitgris, éponyme de Panache Petitgris (The Tale of Timmy Tiptoes, 1911), histoire écrite et illustrée par Beatrix Potter.

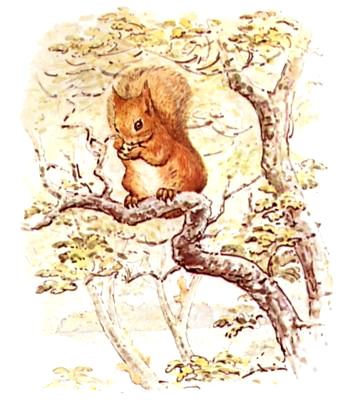
L'écureuil Nutkin.
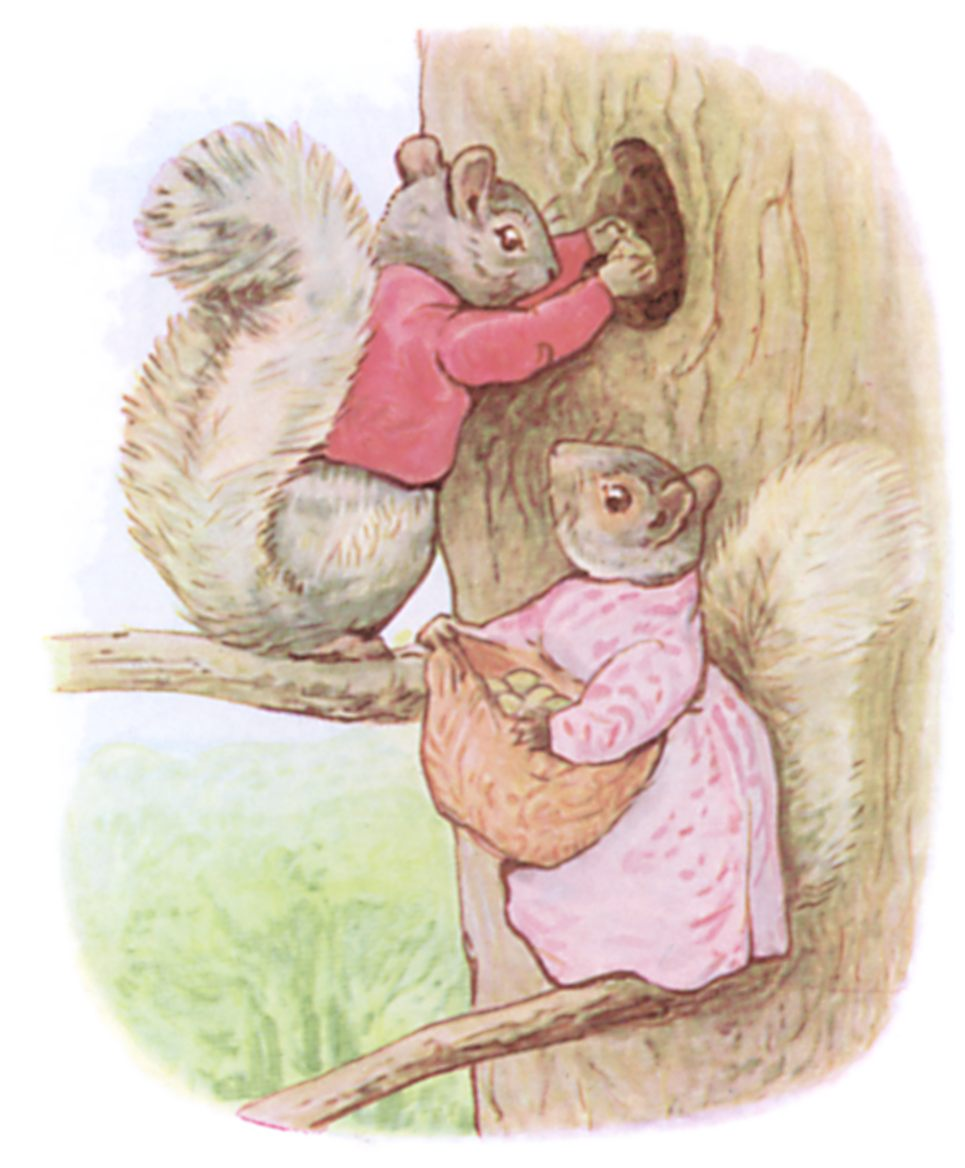
Panache Petitgris et son épouse Amanda.

- Écureuil dans Chante Pinson de Paul François, illustré par Romain Simon dans la collection du Père Castor en 1950.
- Nic, Nac et Noc, dans les albums Quand dormez vous, Tout est rouge et A Table de Kazuo Iwamura.
- Panache l'écureuil dans Panache l'écureuil de Lida illustré par Rojan dans la collection du Père Castor (1934).
- Ulysse, écureuil ayant développé des super-pouvoirs après un accident dans Les Aventures de Flora et Ulysse (2013) de Kate DiCamillo.

### Bandes dessinées

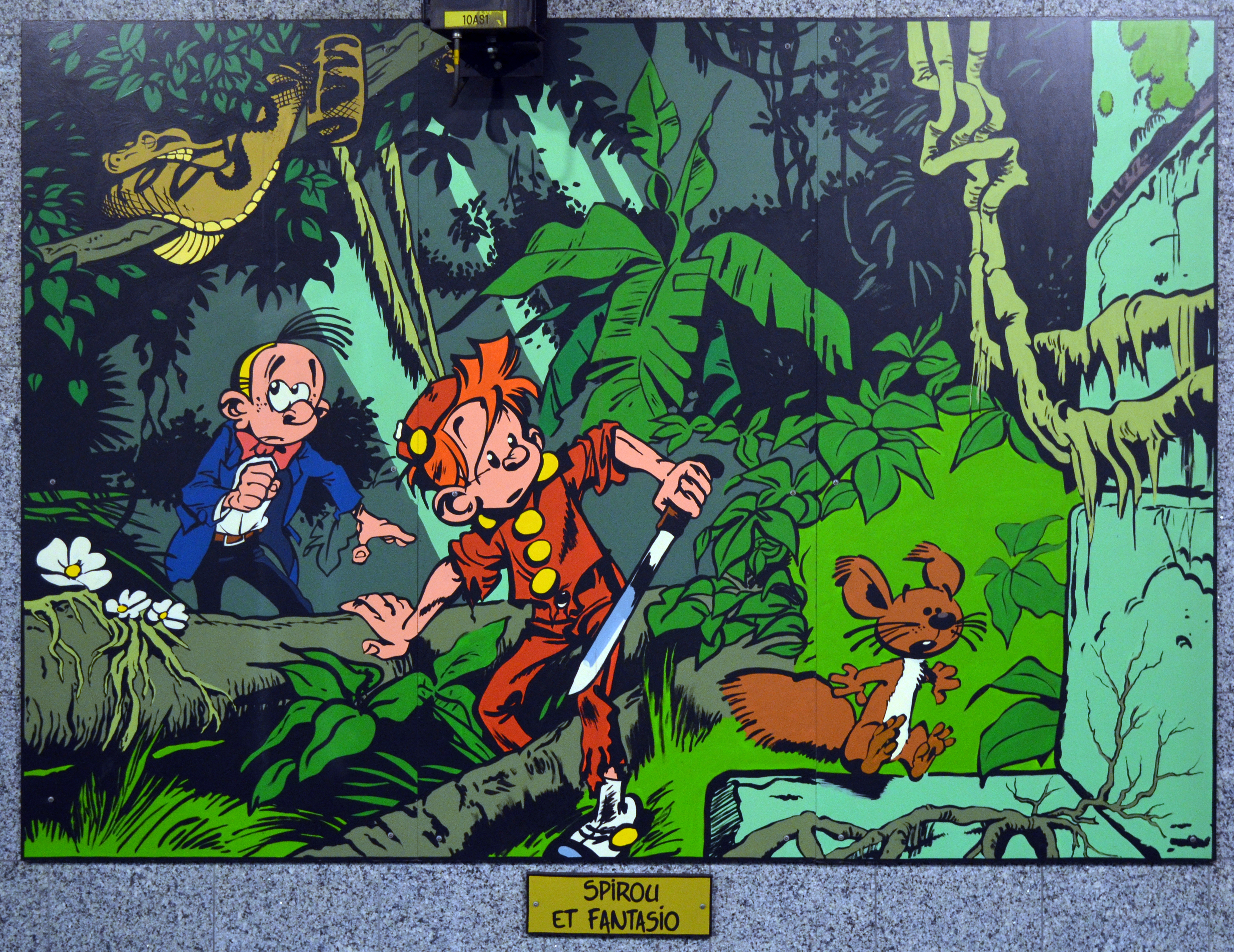
Spirou et Fantasio avec l'écureuil Spip à droite (station Janson du métro de Charleroi, en Belgique).

- Spip est un écureuil roux, personnage de la bande dessinée Spirou et Fantasio ;

## Dessins animéset animation
- Bucky, écureuil malicieux dans Kuzco, l'empereur mégalo ;
- Casse-noisettes, nom français de Screwball « Screwy » Squirrel ;
- Eddy Noisette, personnage éponyme d'un dessin animé diffusé sur Disney XD ;

- Peep, écureuil espiègle du film Il était une fois de Walt Disney Pictures ;
- Rodney, personnage du dessin animé américain Un écureuil chez moi (Squirrel Boy) ;
- Frank, l'écureuil volant et Rinky l'écureuil roux dans le court métrage d'animation Big Buck Bunny (2008) ;
- Sandy Écureuil, personnage du dessin animé Bob l'éponge ;
- Scrat, personnage de L'Âge de glace ;
- Scratina, personnage de L'Âge de glace ;
- Screwball « Screwy » Squirrel (voir Casse-noisettes plus haut), le nom original d'un des personnages de Tex Avery ;
- Splendid et Splendont, les deux écureuils volants super héros du dessin animé pour adulte Happy Tree Friends

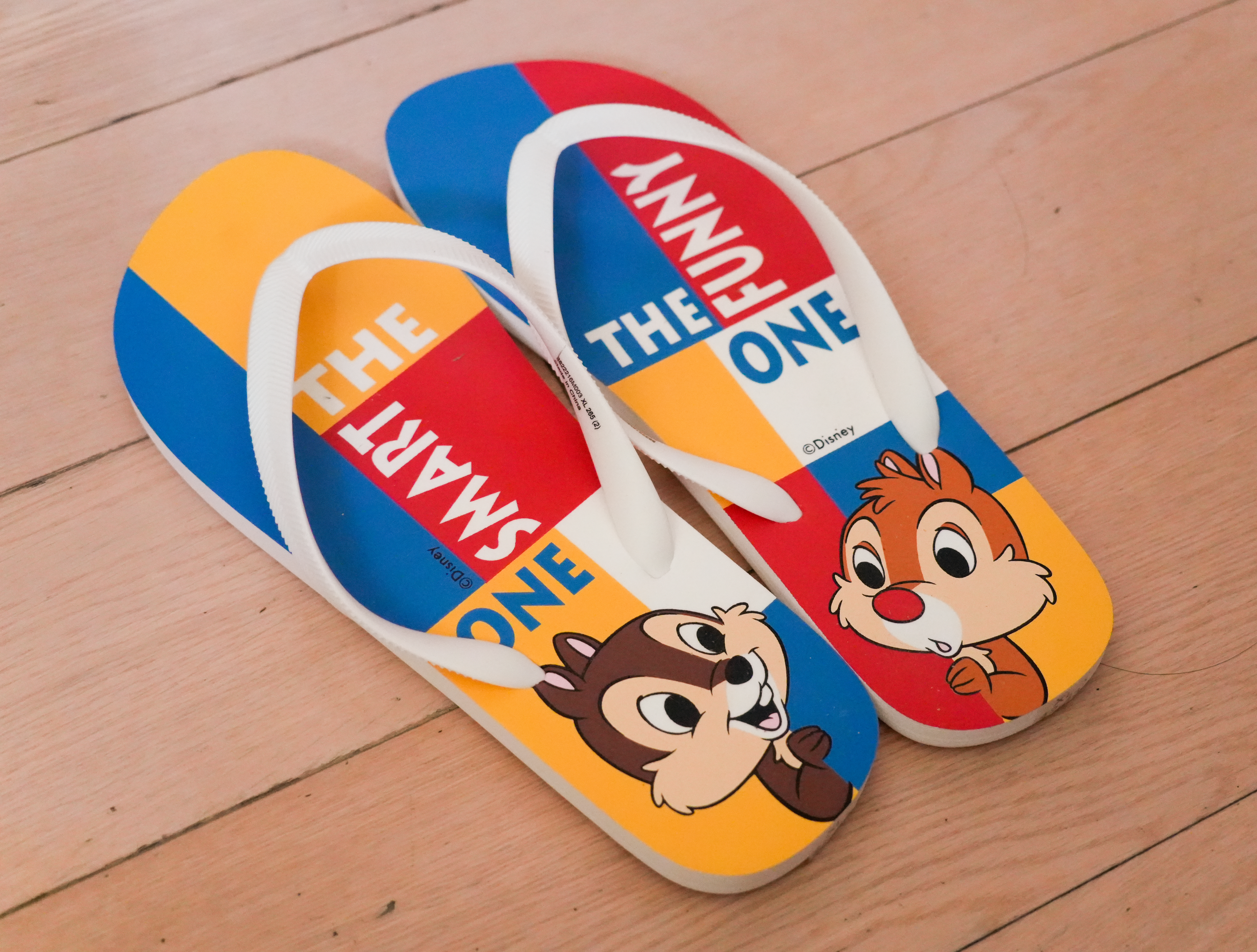
Paire de tongs décorées avec Tic et Tac.

- Tic et Tac, personnages de Disney, deux tamias apparus dans les années 1970 ;
- Moignon, jeune écureuil roux nul, inculte et immature accro aux jeux vidéo, l'un des personnages principaux et le principal anti-héros de la série télévisée d'animation française Kaeloo;
- Miguel, l'écureuil malchanceux, amoureux du ménage et collectionneur de noix, dans la série télévisée d'animation canadienne Drôles de colocs;
- Zamy, l'écureuil déjanté de Nos voisins, les hommes produit par DreamWorks Animation ;
- Secousse, l'écureuil de La Véritable Histoire du Petit Chaperon Rouge ;
- Rififi l'écureuil (Slappy Squirrel), écureuil gris femelle, âgée et acariâtre, et Noisette (Skippy Squirrel) son neveu, dans la série de dessins animés Animaniacs ;
- Merlin et Moustique transformés en écureuils dans Merlin l'Enchanteur de Disney (1963).
- Edmond, héros de la série d'animation française Edmond et Lucy

## Jeux
- Conker l'écureuil roux avec sa fiancée Berry, écureuil femelle grise, dans la série Conker éditée par Rareware, dont les jeux vidéo Conker's Bad Fur Day et Conker: Live and Reloaded ;
- M.Nutz, le héros du jeu Mr. Nutz édité par Ocean Software ;
- Nabnut, un personnage glouton dans le jeu vidéo Banjo-Kazooie édité par Rareware

## Autres
- Alvin et les Chipmunks, groupe de musique imaginaire constitué de trois tamias, créé aux États-Unis dans les années 1950 et dérivés en disques musicaux, séries télévisées et films.
- Squirrel Girl ou Écureuillette, de Marvel, super-héroïne aux pouvoirs inspirés de ceux de l'écureuil, et ses amis écureuils dont Monkey Joe et Tippy-Toe.
- Makoto Nanaya du jeu vidéo Blazblue, demi-humaine ayant une queue et des oreilles d'écureuils.
- Un écureuil représenté en animation 2D devient l'animal de compagnie de Sophie dans le film Les malheurs de Sophie réalisé par Christophe Honoré en 2016.